# Ghetto Supastar (That Is What You Are)
Ghetto Supastar (That Is What You Are) (englisch etwa für „Ghetto-Superstar (das ist was du bist)“) ist ein Lied des US-amerikanischen Rappers Pras Michel, das er zusammen mit dem Rapper Ol’ Dirty Bastard und der Sängerin Mýa aufnahm. Der Song ist die zweite Singleauskopplung seines Debütalbums Ghetto Supastar und wurde am 8. Juni 1998 veröffentlicht.

## Inhalt
| Liedteil   | Künstler                          |
| Refrain    | Mýa                               |
| 1. Strophe | Pras Michel                       |
| 2. Strophe | Ol’ Dirty Bastard und Pras Michel |
| 3. Strophe | Pras Michel und Ol’ Dirty Bastard |

Ghetto Supastar (That Is What You Are) handelt vom American Dream und dem Aufstieg aus dem Ghetto zum Star. Pras Michel rappt aus der Perspektive des lyrischen Ichs, wie er sich seinen Traum, ein Rapstar zu werden – trotz aller Zweifler – erfüllte. Jedoch müsse man stets wachsam sein, da man auf einen Schlag wieder alles verlieren könne und viele Menschen einem nach dem Geld trachteten. Ol’ Dirty Bastard rappt dagegen aus der Sicht des Senators Jay Billington Bulworth aus dem Film Bulworth. Er habe sich geschworen, über die Machenschaften in der Politik aufzuklären und erschütternde Wahrheiten zu enthüllen. Außerdem wolle er der Unterschicht helfen und wissen, was in den Straßen vor sich gehe. Der Refrain wird von Mýa gesungen.

“Ghetto supastar – That is what you are

Coming from afar (Uh-huh) – Reaching for the stars

Run away with me to another place

We can rely on each other, uh-huh

From one corner to another, uh-huh”

## Produktion
Der Song wurde von Wyclef Jean und Pras Michel in Zusammenarbeit mit den Musikproduzenten Che Pope und Jerry Duplessis, die als Co-Produzenten fungierten, produziert. Die Melodie des Refrains ist eine Interpolation des Stücks Islands in the Stream von Kenny Rogers und Dolly Parton. Zudem wurde ein Sample des Lieds Get Up, Get into It, Get Involved von James Brown verwendet. Folglich sind neben Pras Michel, Ol’ Dirty Bastard und Wyclef Jean auch die Urheber der gesampelten Songs – Barry Gibb, Maurice Gibb, Robin Gibb, James Brown, Bobby Byrd und Ronald Lenhoff – als Autoren von Ghetto Supastar (That Is What You Are) gelistet.

## Musikvideo
Bei dem zu Ghetto Supastar (That Is What You Are) gedrehten Musikvideo führte Francis Lawrence Regie. Es ist an den Film Bulworth angelehnt, von dem auch die Schauspieler Warren Beatty, Halle Berry, Oliver Platt und Joshua Malina im Video mitspielen. Zu Beginn hält Warren Beatty in seiner Rolle als Senator eine Rede vor seinen Anhängern, unter denen sich auch Halle Berry befindet. Dabei reißt er sich seine Maske vom Gesicht, worunter Pras Michel zum Vorschein kommt, der seinen Text vor dem Publikum rappt. Es kommt zu Tumulten zwischen den Anwesenden und Pras Michel wird von seinen Leibwächtern zu einem Fahrstuhl eskortiert. Mit diesem fährt er viele Etagen nach unten und gelangt in einen Raum, wo Ol’ Dirty Bastard vor Publikum rappt, der ihn zu sich auf die Bühne holt. Beide spielen das Lied zusammen, wobei Wyclef Jean an der Gitarre zu sehen ist. Derweil gelangt auch Halle Berry per Fahrstuhl zu dem Raum und sieht sich den Auftritt an. Während des Refrains wird die Sängerin Mýa gezeigt. Am Ende steigt Warren Beatty zu Halle Berry in den Fahrstuhl.

## Single

### Covergestaltung
Das Singlecover zeigt von links nach rechts Pras Michel im Anzug mit Sonnenbrille sowie den Schauspieler Warren Beatty (der auch im zugehörigen Musikvideo zu sehen ist), Ol’ Dirty Bastard und Mýa. Rechts oben im Bild befinden sich die Schriftzüge Ghetto Supastar in Gelb und That Is What You Are in Schwarz, während links unten der weiße Schriftzug Pras Michel featuring ODB & introducing Mýa steht. Im Hintergrund ist die Flagge der Vereinigten Staaten zu sehen.

### Titellisten
Single
1. Ghetto Supastar (That Is What You Are) – 4:26
2. Ghetto Supastar (That Is What You Are) (Instrumental) – 4:26

Maxi
1. Ghetto Supastar (That Is What You Are) – 4:26
2. Ghetto Supastar (That Is What You Are) (Instrumental) – 4:26
3. Ghetto Supastar (That Is What You Are) (Acapella) – 4:08
4. Don’t Be Afraid (Mýa) – 4:46

### Chartplatzierungen
Ghetto Supastar (That Is What You Are) stieg am 22. Juni 1998 auf Platz 20 in die deutschen Singlecharts ein und erreichte fünf Wochen später die Chartspitze. Insgesamt hielt sich der Song 22 Wochen lang in den Top 100, davon 13 Wochen in den Top 10. Die Single belegte unter anderem in Österreich, der Schweiz, den Niederlanden, Norwegen und Neuseeland ebenfalls Rang eins. Weitere Top-10-Platzierungen gelangen beispielsweise im Vereinigten Königreich, in Schweden, Australien, Belgien und Finnland. In den deutschen Single-Jahrescharts 1998 erreichte das Lied Position elf.
| ChartsChartplatzierungen       | Höchstplatzierung | Wochen |
| ------------------------------ | ----------------- | ------ |
| Deutschland (GfK)              | 1 (22 Wo.)        | 22     |
| Österreich (Ö3)                | 1 (22 Wo.)        | 22     |
| Schweiz (IFPI)                 | 1 (24 Wo.)        | 24     |
| Vereinigte Staaten (Billboard) | 15 (21 Wo.)       | 21     |
| Vereinigtes Königreich (OCC)   | 2 (25 Wo.)        | 25     |

| ChartsJahrescharts (1998)      | Platzierung |
| ------------------------------ | ----------- |
| Deutschland (GfK)              | 11          |
| Österreich (Ö3)                | 4           |
| Schweiz (IFPI)                 | 3           |
| Vereinigte Staaten (Billboard) | 70          |
| Vereinigtes Königreich (OCC)   | 9           |

### Auszeichnungen für Musikverkäufe
Ghetto Supastar (That Is What You Are) erhielt noch im Erscheinungsjahr in Deutschland für mehr als 500.000 Verkäufe eine Platin-Schallplatte. Auch im Vereinigten Königreich wurde es 1998 für über 600.000 verkaufte Einheiten mit Platin ausgezeichnet.

| Land/Region                  | Auszeichnungen für Musikverkäufe (Land/Region, Auszeichnung, Verkäufe) | Verkäufe  |
| ---------------------------- | ---------------------------------------------------------------------- | --------- |
| Australien (ARIA)            | Platin                                                                 | 70.000    |
| Belgien (BRMA)               | Platin                                                                 | 50.000    |
| Deutschland (BVMI)           | Platin                                                                 | 500.000   |
| Frankreich (SNEP)            | Silber                                                                 | 125.000   |
| Neuseeland (RMNZ)            | Platin                                                                 | 10.000    |
| Niederlande (NVPI)           | Gold                                                                   | 50.000    |
| Norwegen (IFPI)              | Platin                                                                 | 20.000    |
| Österreich (IFPI)            | Platin                                                                 | 50.000    |
| Schweden (IFPI)              | 2× Platin                                                              | 60.000    |
| Vereinigtes Königreich (BPI) | Platin                                                                 | 600.000   |
| Insgesamt                    | 1× Silber · 1× Gold · 9× Platin ·                                      | 1.535.000 |

Bei den Grammy Awards 1999 wurde Ghetto Supastar (That Is What You Are) in der Kategorie Best Rap Performance by a Duo or Group nominiert, unterlag jedoch dem Lied Intergalactic der Beastie Boys.